# Valkány

Valkány Temes megye térképén

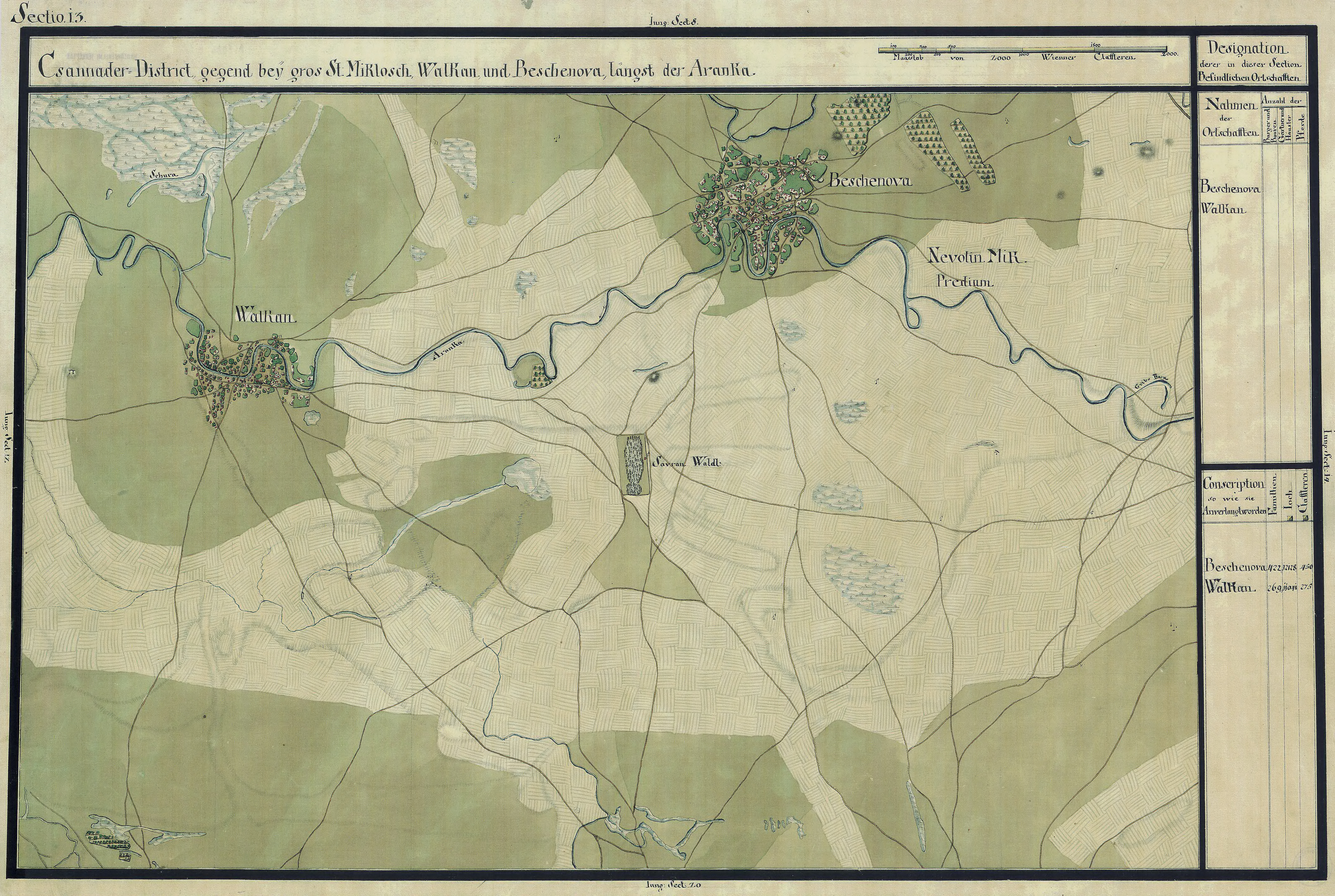
Valkány Magyarország első katonai felmérése (1769–1772) térképén

Valkány (románul Valcani) község Temes megyében, a Bánátban, Románia délnyugati részén. A név a besenyő „balqan” szóból származhat, ami „sár, sáros hely”.

## Földrajza
Valkány Temes megye legnyugatabbi, a szerb határon fekvő települése, határátkelőhely, 20 kilométerre délnyugatra Nagyszentmiklóstól. A Timișoara–Valcani vasútvonal végállomása. Az Aranka (folyó) átfolyik rajta, mielőtt a Tiszába ömlik.

## Története
Valkányt hivatalosan először 1256-ban Villa Kywolkan néven említik. 1647-ben a Csanád család birtokolta. A pozsareváci béke (1718) után, a Bánát a Habsburgok koronabirtokaként a Temesi Bánság része lett. 1877 és 1968 között önálló község státusa volt, azóta Dudeștii Vechi községhez tartozik.
Trianonban 1920. június 4-én a Bánsággal Valkány a Román Királysághoz került. 1924-25-ben Vălcani volt a neve.
2005-ben a korábban Óbesenyőhöz tartozó falu önálló községgé vált.

## Híres ember
- Grațian Sepi (1910–1977), labdarúgó

## Fordítás
- Ez a szócikk részben vagy egészben  a   Valcani című német Wikipédia-szócikk ezen változatának fordításán alapul.  Az eredeti cikk szerkesztőit annak laptörténete sorolja fel. Ez a jelzés csupán a megfogalmazás eredetét és a szerzői jogokat jelzi, nem szolgál a cikkben szereplő információk forrásmegjelöléseként.